# B大調夜曲 (德沃夏克)
B大調夜曲，作品40（布氏號B. 47），是安东宁·德沃夏克為弦樂團所創作的單篇章作品，出版於1883年。

## 創作背景
推估的完成時間約在1875年附近，1882至1883年間進行了再修改。作品的核心（mm. 5–28）原先預計為E小調弦樂四重奏（布氏號B. 19，1870年）的慢板樂章所用，德弗札克將之擴寫之後，轉而使用於G大調弦樂四重奏（作品77）的間奏曲樂章，不過不久後又將之刪除。最後，德弗札克決定以弦樂團的形式完成此曲，並分別在首尾增加了一段（mm. 1–4，以及mm. 44–51）。
1883年，作品由柏林的Bote & Bock出版，編號為第40號。除總譜、分譜外，作曲家親自改編的小提琴-鋼琴版本（布氏號B. 48a），以及鋼琴四手聯彈版本（布氏號B. 48b）也一併付梓。

## 分析
此曲演奏時間約9分。

## 外部連結
- 德沃夏克B大調夜曲：国际乐谱典藏计划上的乐谱